# 羽村市

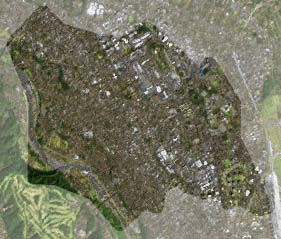
市域の衛星写真

羽村市（はむらし）は、東京都の多摩地域北西部に位置する市。
東京都で最も人口が少ない市である。1991年（平成3年）市制施行。

## 地理
市域は多摩川中上流左岸に広がる（一部右岸）。西と北を青梅市、東を西多摩郡瑞穂町、南を福生市、あきる野市と接する。平成22年国勢調査によれば、青梅市への通勤率は12.4%である。
経済的には北西部の小作地区は青梅市と、南東部の羽（はね）地区は福生市との結びつきが深い。江戸時代玉川上水の開削に際しては、羽村に取水堰が設けられた。近代以後は養蚕を主とする農村だったが、高度経済成長期以後、自動車工場の誘致・建設などで人口が増加した。
面積
面積は9.90平方キロメートル。全国の市で7番目に小さく、東京都の市の中でも、狛江市、国立市に次いで3番目に小さい。

### 隣接している自治体
- 東 - 西多摩郡瑞穂町
- 西・北 - 青梅市
- 南 - 福生市、あきる野市

## 歴史
多摩川の河岸段丘上には数多くの考古遺跡が分布し、市域でも縄文時代中期の山根坂上遺跡をはじめとする中期集落遺跡が分布している。弥生時代の遺跡は見られず、古墳時代も後期の遺物がわずかに出土しているのみ。
律令制下では武蔵国多摩郡に属し、中世前期に至り三田氏の支配する杣保長淵郷に比定される。戦国期には相模国の後北条氏が関東へ進出し三田氏を滅ぼし、市域も後北条領国に含まれ北条氏照領が置かれている。
近世を通じて3か村が存在する。生業は市域の大半で畑作が主軸で、多摩川流域の一部地域で米麦栽培が行われる。武蔵野台地では永安2年（1653年）には玉川上水が開削され本格な新田開発が行われるが、羽村取水口が設置され水元の村となった市域には羽村堰陣屋が設置され、江戸表からの出役人が交代で勤務し、地元百姓も水番人を務め水質などを管理した。天明4年（1784年）には武州村山騒動が発生する。

### 年表
- 1889年（明治22年）4月1日 - 町村制施行により、羽村（はねむら）、五ノ神村及び川崎村の区域をもって、神奈川県西多摩郡西多摩村（にしたまむら）が発足する。[2][3]
- 1893年（明治26年）4月1日 - 西多摩郡、南多摩郡及び北多摩郡の区域が東京府（現在の東京都）に編入することにより、東京府西多摩郡西多摩村になる。
- 1894年（明治27年）11月19日 - 青梅鉄道（現在のJR青梅線）が開業。
- 1943年（昭和18年）7月1日 - 東京府の都制施行により、東京都西多摩郡西多摩村となる。
- 1956年（昭和31年）10月1日 - 西多摩村は町制施行、即日名称を変更して西多摩郡羽村町（はむらまち）となる。
- 1991年（平成3年）11月1日 - 羽村町は市制施行し羽村市となる。

### 変遷表

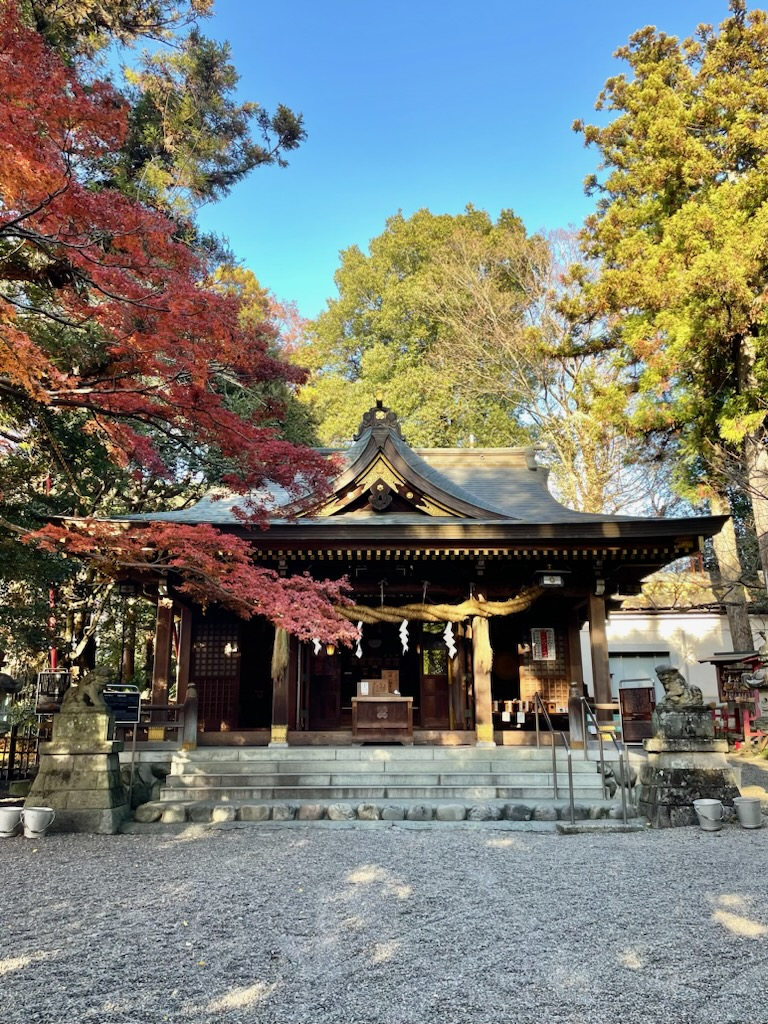
阿蘇神社

|  | 羽村     | 西多摩村 | 昭和31年10月1日 羽村町に町制改称 | 平成3年11月1日 市制 | 羽村市 |
|  | 五ノ神村 | 西多摩村 | 昭和31年10月1日 羽村町に町制改称 | 平成3年11月1日 市制 | 羽村市 |
|  | 川崎村   | 西多摩村 | 昭和31年10月1日 羽村町に町制改称 | 平成3年11月1日 市制 | 羽村市 |

## 人口
| |                                        |  |
| 羽村市と全国の年齢別人口分布（2005年） | 羽村市の年齢・男女別人口分布（2005年） |  |
| ■紫色 ― 羽村市 ■緑色 ― 日本全国 | ■青色 ― 男性 ■赤色 ― 女性              |  |
| 羽村市（に相当する地域）の人口の推移 \| 1970年（昭和45年） \| 22,783人 \| \| \| 1975年（昭和50年） \| 33,129人 \| \| \| 1980年（昭和55年） \| 42,017人 \| \| \| 1985年（昭和60年） \| 47,203人 \| \| \| 1990年（平成2年） \| 52,103人 \| \| \| 1995年（平成7年） \| 55,095人 \| \| \| 2000年（平成12年） \| 56,013人 \| \| \| 2005年（平成17年） \| 56,514人 \| \| \| 2010年（平成22年） \| 57,032人 \| \| \| 2015年（平成27年） \| 55,833人 \| \| \| 2020年（令和2年） \| 54,326人 \| \| |                                        |  |
| 総務省統計局 国勢調査より |                                        |  |
| 1970年（昭和45年） | 22,783人                               |  |
| 1975年（昭和50年） | 33,129人                               |  |
| 1980年（昭和55年） | 42,017人                               |  |
| 1985年（昭和60年） | 47,203人                               |  |
| 1990年（平成2年） | 52,103人                               |  |
| 1995年（平成7年） | 55,095人                               |  |
| 2000年（平成12年） | 56,013人                               |  |
| 2005年（平成17年） | 56,514人                               |  |
| 2010年（平成22年） | 57,032人                               |  |
| 2015年（平成27年） | 55,833人                               |  |
| 2020年（令和2年） | 54,326人                               |  |

### 昼夜間人口
2005年の夜間人口は56,452人である。市外からの通勤者と通学生および居住者のうちの市内に昼間残留する人口の合計である昼間人口は55,966人で昼は夜の0.991倍の人口となり、昼夜間人口比が均衡している。
通勤者・通学者で見ると市内から市外へ出る通勤者17,293人、市外から市内へ入る通勤者は18,392人。学生では市内から市外に出る通学生は2,447人、市外から市内へ入る通学生は862人である。なお、国勢調査では年齢不詳の者が東京都だけで16万人おり、この項の昼夜間人口に関しては年齢不詳の人物は数字に入っていないので数字の間に若干の誤差は生じる。

## 地域

### 住居表示
羽村市では、一部の区域で住居表示に関する法律に基づく住居表示が実施されている。また、土地区画整理事業が完了した区域等で町名地番整理が実施されている。
| 町名              | 設置年月日             | 住居表示実施年月日 | 住居表示実施直前の町名               | 備考                 |
| ----------------- | ---------------------- | ------------------ | ------------------------------------ | -------------------- |
| 川崎              | 1889年4月1日           | 未実施             |                                      |                      |
| 川崎一〜四丁目    | 1978年6月5日           | 1978年6月5日       | 大字川崎の一部                       |                      |
| 横田基地内        |                        | 未実施             |                                      |                      |
| 五ノ神            | 1889年4月1日           | 未実施             |                                      |                      |
| 五ノ神一-四丁目   | 1979年4月29日          | 未実施             |                                      | 町名地番整理実施区域 |
| 羽                | 1889年4月1日           | 未実施             |                                      |                      |
| 神明台一-四丁目   | 1969年3月30日          | 未実施             |                                      | 町名地番整理実施区域 |
| 栄町一-三丁目     | 1966年8月2日           | 未実施             |                                      | 町名地番整理実施区域 |
| 緑ヶ丘一-五丁目   | 1979年4月29日          | 未実施             |                                      | 町名地番整理実施区域 |
| 玉川一-二丁目     | 1978年6月5日           | 1978年6月5日       | 大字川崎、大字羽の各一部             |                      |
| 富士見平一-三丁目 | 1979年4月29日          | 未実施             |                                      | 町名地番整理実施区域 |
| 羽東一-三丁目     | 1980年11月4日          | 1980年11月4日      | 大字羽、大字川崎、大字五ノ神の各一部 |                      |
| 羽中一-四丁目     | 1980年11月4日          | 1980年11月4日      | 大字羽の一部                         |                      |
| 羽加美一-四丁目   | 1980年11月4日（二-四） | 1980年11月4日      | 大字羽の一部                         |                      |
| 羽加美一-四丁目   | 2001年2月10日（一）    | 未実施             |                                      | 町名地番整理実施区域 |
| 羽西一-三丁目     | 1980年11月4日          | 1980年11月4日      | 大字羽の一部                         |                      |
| 双葉町一-三丁目   | 1991年11月1日          | 1991年11月1日      | 松原町1〜3の全部並びに大字川崎の一部 |                      |
| 小作台一-五丁目   | 1993年11月27日         | 未実施             |                                      | 町名地番整理実施区域 |

### 郵便番号
- 郵便番号は以下の通りである。
  - 205-00xx、205-85xx、205-86xx、205-87xx（以上は旧190-11）：羽村郵便局が集配を担当

## 行政

### 村長
- 島田源兵衛 1889年6月-1892年3月
- 中村喜三郎 1892年3月-1893年2月
- 石田茂助 1893年8月-1895年4月
- 中村喜三郎 1895年4月-1899年3月
- 島田六助 1899年4月-1902年7月
- 下田伊左衛門（初代） 1902年10月-1907年12月
- 小林省吾 1907年12月-1911年1月
- 旧井武蔵 1911年1月-1912年6月
- 雨倉久次郎 1912年6月-1912年10月
- 宮沢欽之烝 1912年10月-1919年3月
- 加藤角次郎 1919年5月-1924年7月
- 坂本順三 1924年10月-1929年3月
- 指田茂十郎 1929年4月-1937年4月
- 並木俊蔵 1937年6月-1946年3月
- 下田伊左衛門（2代目） 1946年6月-1955年4月
- 井上孝平 1955年5月-1956年9月

### 町長
- 井上孝平 1956年10月-1971年4月
- 並木周一 1971年5月-1981年4月
- 井上篤太郎 1981年4月-1991年10月31日

### 市長
| 代   | 氏名       | 就任年月日    | 退任年月日    | 備考       |
| ---- | ---------- | ------------- | ------------- | ---------- |
| 初代 | 井上篤太郎 | 1991年11月1日 | 2001年4月25日 | 旧羽村町長 |
| 2代  | 並木心     | 2001年4月26日 | 2021年4月25日 |            |
| 3代  | 橋本弘山   | 2021年4月26日 |               |            |

## 議会

### 羽村市議会
- 定数：18人　現員：17人
- 任期：2023年5月1日 - 2027年4月30日[5]
- 議長： 冨松 崇

| 会派名                       | 議席数 |
| 新政会                       | 6      |
| 公明党                       | 4      |
| 日本共産党                   | 2      |
| 令和かがやき                 | 1      |
| 羽村市議会都民ファーストの会 | 1      |
| 市民ネットワーク             | 1      |
| 世論                         | 1      |
| 双葉会                       | 1      |

### 東京都議会
2021年東京都議会議員選挙
- 選挙区：西多摩選挙区（福生市、羽村市、あきる野市、瑞穂町、日の出町、檜原村、奥多摩町）
- 定数：2人
- 任期：2021年7月23日 - 2025年7月22日
- 投票日：2021年7月4日
- 当日有権者数：205,078人
- 投票率：35.79％

| 候補者名 | 当落 | 年齢 | 党派名             | 新旧別 | 得票数   |
| -------- | ---- | ---- | ------------------ | ------ | -------- |
| 清水康子 | 当   | 54   | 都民ファーストの会 | 現     | 27,748票 |
| 田村利光 | 当   | 50   | 自由民主党         | 現     | 26,507票 |
| 宮崎太朗 | 落   | 41   | 立憲民主党         | 新     | 15,077票 |
| 高沢一成 | 落   | 47   | 無所属             | 新     | 2,126票  |
| 角田統領 | 落   | 72   | 諸派               | 新     | 555票    |

2017年東京都議会議員選挙
- 選挙区：西多摩選挙区
- 定数：2人
- 投票日：2017年7月2日
- 当日有権者数：209,019人
- 投票率：47.21％

| 候補者名 | 当落 | 年齢 | 党派名             | 新旧別 | 得票数   |
| -------- | ---- | ---- | ------------------ | ------ | -------- |
| 清水康子 | 当   | 50   | 都民ファーストの会 | 新     | 33,526票 |
| 田村利光 | 当   | 50   | 自由民主党         | 新     | 27,771票 |
| 島田幸成 | 落   | 49   | 無所属             | 現     | 23,468票 |
| 西村雅人 | 落   | 50   | 日本共産党         | 新     | 12,469票 |

### 衆議院
- 選挙区：東京25区（青梅市、昭島市、福生市、あきる野市、羽村市、西多摩郡）
- 任期：2021年10月31日 - 2025年10月30日
- 投票日：2021年10月31日
- 当日有権者数：413,266人
- 投票率：54.90％

| 当落 | 候補者名 | 年齢 | 所属党派   | 新旧別 | 得票数    | 重複 |
| ---- | -------- | ---- | ---------- | ------ | --------- | ---- |
| 当   | 井上信治 | 52   | 自由民主党 | 前     | 131,430票 | ○    |
|      | 島田幸成 | 53   | 立憲民主党 | 新     | 89,991票  | ○    |

## 警察・消防

### 警察
- 警視庁福生警察署
  - 羽村駅前交番（羽東）
  - 小作駅前交番（小作台）
  - 神明台交番（神明台）
  - 羽駐在所（羽中）
  - 羽村西駐在所（羽加美）
  - 五ノ神駐在所（五ノ神）

### 消防
- 東京消防庁福生消防署羽村出張所

## 経済

### 産業
1966年に日本住宅公団によって、青梅市にまたがる西東京工業団地が造成された。
- 工業
  - カシオ計算機羽村技術センター - NHKプロジェクトX、2002年7月2日放送第090回 「男たちの復活戦 デジタルカメラに賭ける」で特集された。付近にある武蔵野公園にてボールで遊んでいる少女を見かけた開発者が、「腕時計も、ボールのようなもので保護できたら良いな」と思いつき研究を始めた。こうして羽村技術センターで誕生したのがG-SHOCKである[8]。
  - 三和電気計器羽村工場 - 同企業子会社の三和M.I.テクノス、三和テスメックスの本社も所在する。
  - 日野自動車羽村工場
  - オーデリック羽村工場
  - あすか製薬西東京事業所
  - カリモク家具多摩ショールーム
  - ニプロ株式会社東京CPF
  - 日本フィルター工業羽村工場
  - ジェイテクト関東工場
  - 協進印刷福生工場
- 商業
  - 西友羽村店 - かつては家具館「DOMO」があった
  - ワークマン羽村店
  - カメラのキタムラ東京・羽村店
  - スーパーオートバックス羽村店
  - オフハウス羽村店
  - ヴィクトリア羽村店
  - プラザイン羽村
  - 福島屋
  - コピオ羽村店
  - オザム バリュー羽村店
  - オザム栄町店
  - オザム小作店
  - いなげや羽村店
- 農業
  - JAにしたま羽村市農産物直売所

### かつて存在した施設
- 日立国際電気羽村工場 - 2013年10月閉鎖。跡地全体に「イオンタウン羽村（仮称）」建設計画があったが、2017年12月頃に敷地の一部を医療機器メーカーのニプロが購入し、メーカーの関連施設（工場・研究所など）として、残りの部分は引き続きイオンタウン敷地として整備する予定[9]。
- 忠実屋→ダイエー→トポス - かつて羽村駅東口にあった。現在はマンションが建設されている。
- HondaCars東京都西羽村PDIセンター - 羽村市栄町3-3にあった。さくらモールへの改築工事が行われ、Hondaカーディーラー、大型小売チェーン、回転すしチェーンなどの商業施設や医療施設が入った[10]。

## 対外関係

### 国内

#### 姉妹都市
- 山梨県北杜市（旧高根町）

#### 提携都市
- 北海道芦別市
- 茨城県高萩市
- 茨城県古河市
- 群馬県太田市
- 埼玉県鶴ヶ島市
- 埼玉県日高市
- 千葉県浦安市
- 千葉県袖ケ浦市
- 東京都狛江市
- 東京都渋谷区
- 神奈川県南足柄市
- 神奈川県足柄下郡真鶴町
- 山梨県上野原市
- 山梨県北杜市
- 長野県小諸市
- 長野県茅野市
- 岐阜県瑞穂市
- 静岡県菊川市
- 愛知県清須市
- 京都府乙訓郡大山崎町
- 大阪府阪南市
- 大阪府泉北郡忠岡町
- 大阪府泉南郡田尻町
- 兵庫県加古郡播磨町
- 奈良県香芝市
- 鹿児島県枕崎市

### 海外

#### ホストタウン
- キルギス共和国

## 教育
小学校
- 羽村市立羽村東小学校
- 羽村市立羽村西小学校
- 羽村市立富士見小学校
- 羽村市立栄小学校
- 羽村市立松林小学校
- 羽村市立小作台小学校
- 羽村市立武蔵野小学校

中学校
- 羽村市立羽村第一中学校
- 羽村市立羽村第二中学校
- 羽村市立羽村第三中学校

高等学校
- 東京都立羽村高等学校

特別支援学校
- 東京都立羽村特別支援学校

その他関連施設
- 羽村・瑞穂地区学校給食組合（羽村・瑞穂地区学校給食センター）

アメリカ軍立
DoDEA（横田飛行場アメリカ軍立）
- 横田ウエストミドルエレメンタリースクール[11]
- → 横田ミドルスクール[12]
- → 横田ハイスクール（福生市）

## 文化施設
- 生涯学習センターゆとろぎ - 854席の大ホールなどを備える複合文化施設。2022年7月から5年間、瑞穂町に本社・工場を持つプリモがネーミングライツを取得し、『プリモホールゆとろぎ』の名称となった[13]。
- 羽村市図書館 - 2022年7月から5年間、瑞穂町に本社・工場を持つプリモがネーミングライツを取得し、『プリモライブラリーはむら』の名称となった[13]。
- 小作台図書室

## スポーツ施設
- 羽村市スポーツセンター - 2022年12月から3年間、S＆D多摩ホールディングスがネーミングライツを取得し、『S＆Dスポーツアリーナ羽村』の名称となった[14]。
- 羽村市スイミングセンター - 2022年12月から3年間、S＆D多摩ホールディングスがネーミングライツを取得し、『S＆Dスイミングプラザ羽村』の名称となった[14]。

## 公園
- 富士見公園 - 2022年12月から3年間、S＆D多摩ホールディングスがネーミングライツを取得し、『S＆Dスポーツパーク富士見』の名称となった[14]。
- 宮の下運動公園
- 武蔵野公園 - 2022年7月から5年間、瑞穂町に本社・工場を持つプリモがネーミングライツを取得し、『プリモパークむさしの』の名称となった[13]。
- 江戸街道公園
- 水木公園

その他、様々

## その他施設
- 西多摩自動車学校
- 羽村市富士見斎場
- 羽村市クリーンセンター
- 堰下レクリエーション広場
- 米軍横田基地 - 一部が羽村市に入っており、12ゲート（メインゲート）が基地、15ゲート（ウエストゲート）が西住宅地区の入口になっている[15]。

## 医療施設
- 西多摩病院
- 羽村三慶病院
- 羽村透析クリニック
- 介護老人保健施設　葵の園・羽村
- 羽村相互診療所

## 交通

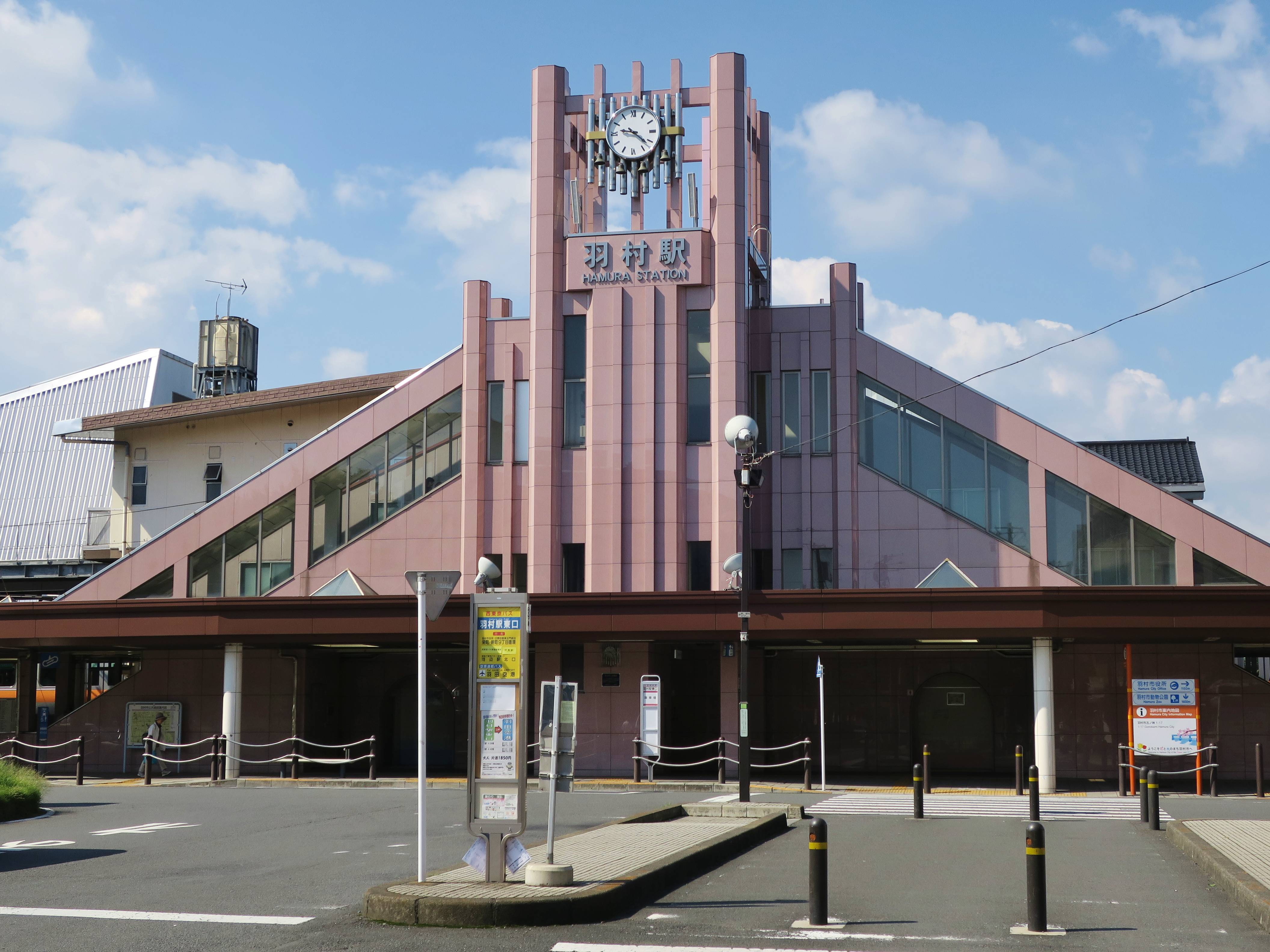
羽村駅

隣接する青梅市、福生市とは鉄道で結ばれている。同様に隣接するあきる野市、瑞穂町へ通じる鉄道の便はない。

### 鉄道
東日本旅客鉄道（JR東日本）
 青梅線
- - 羽村駅 - 小作駅 -

- 市東部を八高線がわずかにかすめているが駅はない。

### バス
市内では、羽村市コミュニティバス「はむらん」が運行されている（西東京バス青梅営業所へ委託）。羽村市内の運行だが、一部の時間帯は、福生市内を通る公立福生病院経由ルートで運行されている。
ほかに、羽村駅より箱根ケ崎駅や長岡方面に立川バス、栄町や青梅市新町9丁目方面に西東京バスが運行されている。
また、小作駅より青梅・あきる野・福生方面のバスが西東京バスにより運行されている。

### 道路
市の北西端を圏央道が多摩川を渡す形で通過しているが、インターチェンジはない。また、市の東部には国道16号（周囲が横田基地に囲まれているので、市内の他の道路とは接続していない）が通っており、さらに、都道立川青梅線（奥多摩街道）と都道福生青梅線（西多摩産業道路）が市を南北に縦断し、都道羽村瑞穂線（羽村街道）および都道あきる野羽村線が東西に横断しており、隣接市町村を通過する国道16号や国道411号などと連絡している。
国道
- 国道16号
- 国道468号（圏央道）

主要地方道
- 東京都道29号立川青梅線（奥多摩街道・新奥多摩街道）

一般都道
- 東京都道163号羽村瑞穂線（羽村街道）
- 東京都道166号瑞穂あきる野八王子線
- 東京都道167号羽村停車場線
- 東京都道249号福生青梅線（西多摩産業道路）
- 東京都道250号あきる野羽村線

## 名所・旧跡・観光スポット・祭事・催事
名所・旧跡

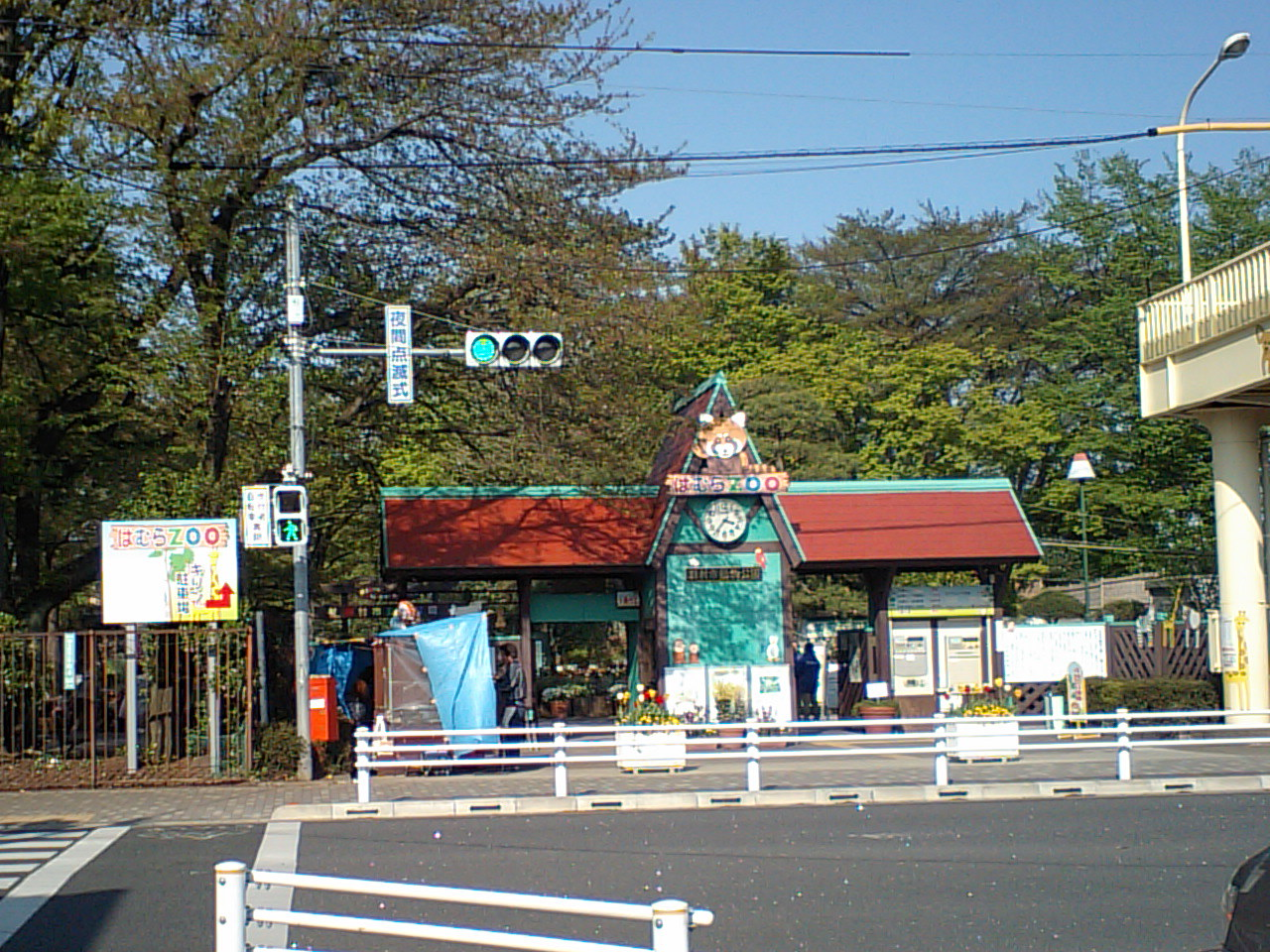
羽村市動物公園

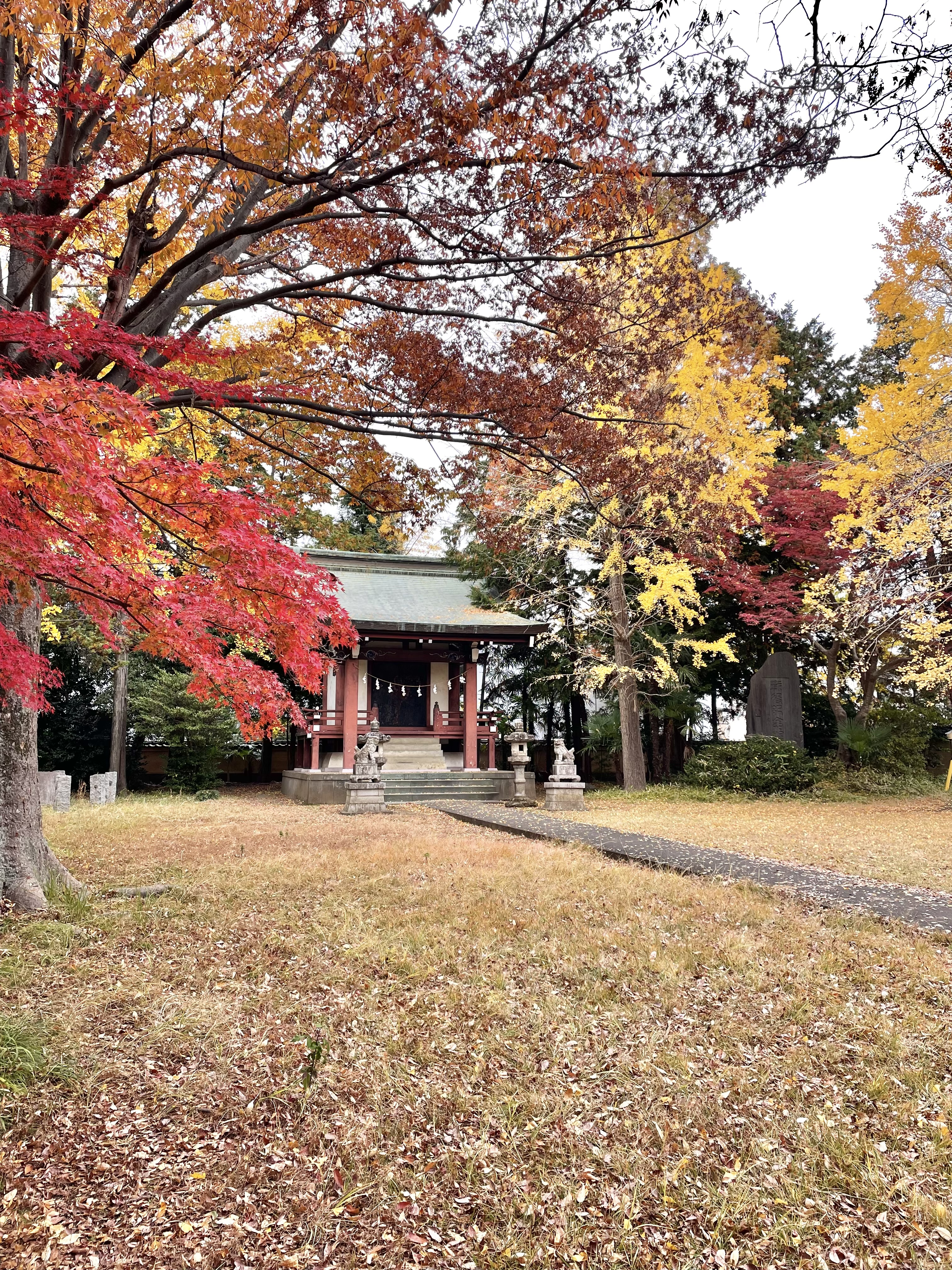
護国神社（羽村）

- 羽村取水堰（玉川上水）（多摩川からの取水口） - 上水開削に尽力した玉川兄弟の像がある。
- 羽村市郷土博物館  - 「羽村の民家（旧下田家住宅）とその生活用具」は国の重要有形民俗文化財に指定されている。
- まいまいず井戸 - 東京都指定史跡
- 羽村橋のケヤキ - 東京都指定天然記念物
- 旧鎌倉街道
- 阿蘇神社
- 護国神社
- 羽村駅前 - 『CLANNAD』の聖地として有名。駅前にある螺旋状のモニュメントも描かれている。

レジャー施設
- 羽村市動物公園[16] - 2022年4月から4年間、市内に工場を持つ日野自動車がネーミングライツを取得し、『ヒノトントンZOO』の名称で営業する[17]。
- フレッシュランド西多摩
- 羽村市水上公園

祭・イベント
- どんど焼き（1月の成人の日） - 羽村堰下橋下多摩川河川敷と宮の下運動公園子ども広場で行われる[18]。
- 活力市「だるま市」（1月上旬） - 羽村市農産物直売所駐車場にて開催。
- 駅伝大会（3月上旬）
- はむら花と水のまつり「さくらまつり」（3月中旬 - 4月中旬） - 羽村取水堰周辺にて開催。
- はむら花と水のまつり「チューリップまつり」（4月上旬 - 4月下旬） - 根がらみ前水田にて開催。終了後は稲の栽培が行われる。
- 春祭り（4月第2土・日曜日） - 市内神社を中心に宵宮・本祭が催される。
- 小作七夕まつり（7月7日頃） - 小作駅東口ロータリー周辺にて開催。2019年開催予定の第13回は悪天候のために中止となり、以後開催されず[19]。
- 活力市「あさがお・ほおずき市」（7月上旬） - 羽村市農産物直売所駐車場にて開催。
- はむら夏まつり（7月の最終土・日曜日） - 羽村駅周辺にて開催。コロナ禍直前の2019年の開催を最後に中止が続き[20][21][22]、2023年に「熱中症対策や集中豪雨などの気候変動のリスクが課題だった」として、後述する11月の産業祭と統合し、「はむら市民と産業のまつり」と改称されたことで[23]終了。
- はむらふるさと祭り（9月の最終土・日曜日または10月最初の土・日曜日） - 小作駅東口ロータリー周辺にて開催。よさこいソーランなどを披露。2022年の開催を最後に終了[24]。
- 市民体育祭（10月上旬） - 富士見公園グラウンドで開催。
- はむら市民と産業のまつり（旧羽村市産業祭、11月第1土・日曜日） - 富士見公園にて開催。

## 市・公式キャラクター
- はむりん

2013年に誕生した公式キャラクターで、「水・花・緑」をモチーフにしたデザインをしている。

## 特産品
※出典は こちら を参照。
- 「羽村米」 - 根がらみ前水田で栽培された米。及び羽村米を使った料理がB級グルメとして料理店や各種イベントで出される[26]。
- 「水はむら」 - 地下水をペットボトルに詰めて販売。
- 「まいまいずポテト」 - B級グルメの一つ。史跡「まいまいず井戸」にちなんで、ジャガイモをらせん状に薄く切って揚げたもの。
- 「羽衣の堰」 - 羽村市の地酒。
- 羽村市農産物直売所で販売している野菜や花。

## テレビ番組
- テレビはむら

羽村市が制作する広報番組。ケーブルテレビのほか公式YouTube動画で見ることができる。

## 著名な出身者
- 中里介山 - 作家・代表作に『大菩薩峠』
- 並木芳雄 - 衆議院議員
- 並木心 - 元羽村市長
- 橋本弘山 - 現羽村市長
- 小林祐三 - サッカー選手、サガン鳥栖
- 工藤静香 - 歌手
- 高橋知幸 - 東海テレビ放送アナウンサー、元新潟放送アナウンサー
- 城定信次 - 元サッカー選手、浦和レッズ、湘南ベルマーレ。現在浦和レッズハートフルクラブのコーチ
- 聖れい - 元宝塚歌劇団、雪組 男役
- 登坂広臣 - 歌手、三代目 J Soul Brothers from EXILE TRIBEボーカル
- 凰羽みらい - 元宝塚歌劇団、星組 男役
- 鳥海剛史 - 作曲家
- LIFriends[28] - 東京都立羽村高等学校出身ロックバンド、はむら応援隊長
- カトリーナ陽子 - ものまねタレント
- 羽村亜美 - フリーアナウンサー、スポーツライター

## ゆかりの著名人
- 鳥谷敬 - 元プロ野球選手、阪神タイガース 千葉ロッテマリーンズ、（小学生から羽村市移住）
- 朝日奈央 - タレント、元アイドリング!!!15号（小学3～4年生の頃に移住）